# Jane Fauntz
Jane Fauntz (Nueva Orleans, Estados Unidos, 19 de diciembre de 1910-Escondido (California), 30 de mayo de 1989) fue una clavadista o saltadora de trampolín estadounidense especializada en trampolín de 3 metros, donde consiguió ser medallista de bronce olímpica en 1932.

## Carrera deportiva
En los Juegos Olímpicos de 1932 celebrados en Los Ángeles (Estados Unidos) ganó la medalla de bronce en los saltos desde el trampolín de 3 metros, con una puntuación de 82 puntos, tras sus compatriotas las también estadounidenses Georgia Coleman (oro con 87 puntos) y Katherine Rawls.